# 마리오 무트슈
마리오 무트슈(독일어: Mario Mutsch, 1984년 9월 3일 ~ )는 벨기에에서 태어난 룩셈부르크의 전 축구 선수이자 현 축구 지도자로 과거 수비형 미드필더로 활약했다. 현재 룩셈부르크 대표팀 수석 코치 겸 룩셈부르크 U-19 대표팀의 감독으로 재직하고 있으며 로랑 얀스, 다니엘 다 모타와 함께 FIFA 센추리클럽에 가입되어 있는 룩셈부르크 선수 중 한명이다.

## 선수 시절

### 클럽
2002년 스파 FC 소속으로 프로에 전격 데뷔한 이래 2019년 은퇴할 때까지 17년동안 위니옹 라 칼라미느, 알레마이나 아헨 II, FC 아라우, FC 메스, FC 시옹, FC 장크트갈렌, 프로그레스 니더고른 등에서 수비수로 활동했고 특히 스위스 슈퍼리그의 FC 장크트갈렌에서 5년간 활약하면서 2012-13 시즌 리그 3위 및 2013-14년 UEFA 유로파리그 본선 진출, 2014-15 시즌 스위스컵 4강 등의 성적에 기여했다.

### 국가대표팀
2005년 10월 8일 러시아와의 2006년 FIFA 월드컵 유럽 지역 예선 3조 11차전에서 룩셈부르크 A대표팀 소속으로 국제 A매치 데뷔전을 치른 후 2008년 11월 19일 벨기에와의 친선 경기에서 A매치 데뷔골을 터뜨렸다.
그 후 11경기의 월드컵 유럽 지역 예선 경기를 치렀고 2018년 9월 11일 같은 최약체팀인 산마리노와의 2018-19년 UEFA 네이션스리그 D 2조 2차전에서 A매치 통산 100번째 경기에 출전하며 룩셈부르크 선수로는 처음으로 FIFA 센추리클럽에 가입하는 영예를 안았다.
그리고 이듬해 6월 2일 홈에서 열린 마다가스카르와의 친선 경기를 끝으로 A매치 통산 102경기 4골의 기록을 남기고 14년간 입었던 룩셈부르크 국가대표팀 유니폼을 반납했다.

## 지도자 경력

### 룩셈부르크 A대표팀
2019년 현역에서 은퇴한 이후 프로그레스 니더고른의 임시 감독으로 본격적인 지도자 커리어를 시작한 뒤 같은 해 룩셈부르크 A대표팀 수석 코치로 자리를 옮긴 후 2022년 FIFA 월드컵 유럽 지역 예선에서 룩셈부르크 축구 역사상 월드컵 유럽 지역 예선 역대 최고 성적이자 통산 3번째 월드컵 유럽 지역 예선 조 탈꼴찌를 이끌었다.
이후 UEFA 유로 2024 예선 J조 10경기에서 5승 2무 3패·3위로 룩셈부르크 축구 역사상 최초의 메이저 대회 예선 플레이오프 진출을 이뤄내는 등 현재까지도 룩셈부르크 A대표팀의 전성기를 이끌어내고 있다.

### 룩셈부르크 청소년 대표팀
2019년부터 2022년까지 룩셈부르크 U-17 대표팀의 감독을 맡아 2022년 UEFA 유러피언 U-17 챔피언십 예선 조별라운드에서 1승 1무·5조 2위로 16년만의 UEFA U-17 챔피언십 본선 진출을 지휘했고 2022년부터 룩셈부르크 U-19 대표팀의 사령탑으로 선임되어 2023년 UEFA 유러피언 U-19 챔피언십 예선 1라운드에서 2조 2위로 조별라운드 진출을 이끌었지만 아쉽게도 2회 연속 UEFA 주관 대회 본선 진출까지는 이뤄지지 못했다.

## 같이 보기
- A매치 100경기 이상 출전한 축구 선수 명단